# Knotowszczyzna
Knotowszczyzna (biał. Кнотаўшчына, Knotauszczyna; ros. Кнотовщина, Knotowszczina) – wieś na Białorusi, w obwodzie mińskim, w rejonie stołpeckim, w sielsowiecie Mikołajewszczyzna, nad doliną Niemna.
Współcześnie w skład miejscowości wchodzi także dawna wieś Niegiertowo (Niegiełtowo).

## Historia
W dwudziestoleciu międzywojennym obie wsie leżały w Polsce, w województwie nowogródzkim, w powiecie stołpeckim, w gminie Świerżeń. W 1921 Knotowszczyzna liczyła 210 mieszkańców, zamieszkałych w 44 budynkach. Niegiertowo (Niegiełtowo) również liczyło 210 mieszkańców, zamieszkałych w 46 budynkach. Obie miejscowości zamieszkiwali wyłącznie Białorusini wyznania prawosławnego.
Po II wojnie światowej w granicach Związku Sowieckiego. Od 1991 w niepodległej Białorusi.